# Dosquebradas
Dosquebradas ist eine Gemeinde (municipio) im Departamento Risaralda in Kolumbien. Dosquebradas ist Teil der Metropolregion Pereiras, der Área Metropolitana de Centro Occidente (AMCO).

## Geographie
Dosquebradas liegt im Süden von Risaralda im Quimbaya-Tal in der Zentralkordillere der kolumbianischen Anden und grenzt direkt an Pereira, getrennt vom Río Otún und verbunden durch die Brücke César Gaviria Trujillo. Die Stadt liegt auf einer Höhe von etwa 1400 Metern und hat eine Jahresdurchschnittstemperatur von 21 °C. An die Gemeinde grenzen im Norden Marsella, im Osten Santa Rosa de Cabal und im Süden und Westen Pereira.

## Bevölkerung
Die Gemeinde Dosquebradas hat 206.692 Einwohner, von denen 198.313 im städtischen Teil (cabecera municipal) der Gemeinde leben (Stand: 2019). In der Metropolregion leben 717.914 Menschen.

## Geschichte
Auf dem Gebiet des heutigen Dosquebradas lebte vor der Ankunft der Spanier das indigene Volk der Quimbayas. Dosquebradas wurde 1844 gegründet und gehörte zunächst zur Nachbargemeinde Santa Rosa de Cabal. 1972 erlangte Dosquebradas den Status einer Gemeinde und ist damit die jüngste Gemeinde Risaraldas. Die Stadt ist heute eine der am schnellsten wachsenden Städte Kolumbiens.

## Wirtschaft
Dosquebradas ist eine wichtige Industrie- und Handelsstadt, die von der strategischen Lage in der Mitte Kolumbiens und direkt neben Pereira profitiert. Dosquebradas gehört zur Metropolregion Área metropolitana de Centro Occidente und ist an das Nahverkehrsnetz von Pereira angeschlossen, insbesondere an das Metrobussystem Megabús.

## Persönlichkeiten
- Marcela Restrepo (* 1995), Fußballspielerin